# Missal antigo de Lorvão

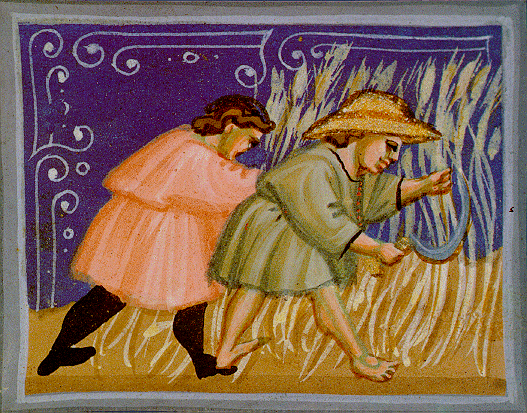
Junho, no Missal antigo de Lorvão

O missal antigo do Lorvão é um missal manuscrito do século XV proveniente do Mosteiro do Lorvão e que se conserva na Torre do Tombo. É conhecido pelas suas pequenas miniaturas representando as atividades típicas de cada mês do ano.